# Bredpandefamilien
Bredpandefamilien (Hesperiidae) er en familie af sommerfugle med mere end 3500 arter. Heraf findes omkring 40 arter i Europa og 8 er hjemmehørende i Danmark. De flyver om dagen og tilhører gruppen dagsommerfugle. Navnet bredpande skyldes det store hoved, hvor antennerne sidder langt fra hinanden.
Vingefanget varierer fra 20-90 millimeter, men de fleste arter er små. Bredpander har en meget lang sugesnabel som de kan suge nektar med fra selv dybe blomsterkroner.

## Arter og slægter
De ti arter i familien bredpander, der er registreret i Danmark:
- Slægt Erynnis
  - Gråbåndet bredpande (Erynnis tages)
- Slægt Pyrgus
  - Spættet bredpande (Pyrgus malvae)
  - Fransk bredpande (Pyrgus armoricanus)
  - Skærbredpande (Pyrgus serratulae)
- Slægt Carterocephalus
  - Sortplettet bredpande (Carterocephalus silvicolus)
- Slægt Heteropterus
  - Spejlbredpande (Heteropterus morpheus)
- Slægt Thymelicus
  - Stregbredpande (Thymelicus lineola)
  - Skråstregbredpande (Thymelicus sylvestris)
- Slægt Hesperia
  - Kommabredpande (Hesperia comma)
- Slægt Ochlodes
  - Stor bredpande (Ochlodes venata)